# Corrupção em Gana
A corrupção política em Gana tem sido comum desde a independência. Desde 2017, a pontuação de Gana no Índice de Percepção da Corrupção da Transparência Internacional melhorou ligeiramente em relação ao seu ponto mais baixo naquele ano, uma pontuação de 40 numa escala de 0 ("altamente corrupto") a 100 ("muito limpo"). A pontuação de Gana subiu para 43 em 2020 e permaneceu nesse valor até 2024, quando caiu para 42. Quando classificada por pontuação em 2024, Gana ficou em 80º lugar entre os 180 países do Índice, onde o país classificado em primeiro lugar é percebido como tendo o setor público mais honesto. Para comparação com as pontuações regionais, a média entre os países da África Subsaariana  foi de 33. A pontuação mais alta na África Subsaariana foi 72 e a mais baixa foi 8. Para comparação com pontuações globais, a melhor pontuação foi 90 (classificação 1), a média foi 43 e a pior foi 8 (classificação 180).
Embora a corrupção em Gana seja relativamente baixa em comparação com outros países da África, as empresas frequentemente citam a corrupção como um obstáculo para fazer negócios no país. A corrupção ocorre com frequência em contratos financiados localmente e as empresas estão sujeitas a subornos ao operar em áreas rurais.
Em um livro de 1975, Victor T. Le Vine escreveu que o suborno, roubo e desfalque surgiram de um retorno a uma atitude tradicional de "o vencedor leva tudo", em que o poder e os laços familiares prevalecem sobre o Estado de Direito. A corrupção em Gana é semelhante à de outros países da região. A corrupção em Gana afeta, entre outros setores, a gestão de recursos naturais. Apesar dos esforços do governo para conter a corrupção, as elites locais aproveitam-se da limitada transparência e prestação de contas para controlar os recursos naturais das comunidades em benefício financeiro próprio.
Gana não é um signatário da Convenção da OCDE sobre Combate ao Suborno. No entanto, tomou medidas para alterar as leis sobre administração financeira pública e aquisições públicas. A lei de aquisições públicas, aprovada em janeiro de 2004, busca harmonizar as diversas diretrizes de aquisição utilizadas no país e também alinhar o processo às normas da Organização Mundial do Comércio. A nova lei visa melhorar a responsabilidade, o custo-benefício, a transparência e a eficiência no uso dos recursos públicos.
No entanto, alguns representantes da sociedade civil criticaram a lei por ser inadequada. O governo, em conjunto com representantes da sociedade civil, está elaborando um projeto de Lei de acesso à informação, que permitirá maior acesso à informação pública. Apesar da nova lei de aquisições, as empresas não podem esperar total transparência em contratos financiados localmente. Continuam existindo denúncias de corrupção no processo de licitação, e o governo já anulou prêmios de licitação internacional em nome do interesse nacional.
Relatórios empresariais indicam que são solicitados "favores" por contatos em Gana, em troca da facilitação de transações comerciais. O Governo de Gana comprometeu-se publicamente a garantir que os funcionários públicos não usem suas posições para enriquecerem-se. No entanto, os salários oficiais são modestos, especialmente para os funcionários públicos de baixo escalão, e esses funcionários são conhecidos por pedirem uma "gorjeta" (propina) em troca de assistência com solicitações de licenças e autorizações.

## Áreas de Corrupção

### Parlamento
O membro do parlamento pela circunscrição de Chiana-Paga, Abuga Pele, foi condenado em fevereiro de 2018 e sentenciado a seis anos de prisão por causar intencionalmente um prejuízo de GH¢4,1 milhões ao Estado de Gana. Em junho de 2009, Mubarak Muntaka renunciou ao cargo de Ministro da Juventude e Esportes por ordem do presidente John Evans Attah Mills, após investigações sobre dezenas de acusações feitas contra ele, incluindo má conduta financeira e abuso de poder. A Comissão de Direitos Humanos e Justiça Administrativa solicitou que Mubarak Muntaka reembolsasse os fundos mal utilizados.
A Comissão de Direitos Humanos e Justiça Administrativa de Gana foi acionada por um grupo de pressão em setembro de 2009 para investigar Mahama Ayariga pela aquisição de cinco tratores subsidiados do Ministério da Agricultura que eram destinados a apoiar agricultores carentes em comunidades rurais. O Comitê de Nomeações do Parlamento suspendeu inicialmente sua nomeação como ministro, pendente de investigações, que posteriormente o inocentaram. Mahama Ayariga alegou que sua solicitação para adquirir os tratores “foi aprovada” e que ele não tinha conhecimento de que havia um esquema de “arranjos acessíveis” associado à compra dos tratores. A investigação foi reaberta em julho de 2017, quando um partido político diferente assumiu o governo.

### Medicina
Em 2017, o então vice-ministro da Saúde, Kingsley Aboagye Gyedu, afirmou que o setor de saúde de Gana apresentava altos índices de corrupção devido ao baixo nível de responsabilização. Por exemplo, médicos do Hospital Universitário de Tamale colocam agentes para direcionar pacientes do hospital para suas clínicas particulares, além de orientá-los a adquirir medicamentos e realizar exames laboratoriais fora do hospital, reduzindo assim a receita hospitalar. Esses médicos firmam acordos com farmácias e laboratórios para lucrar com as indicações. O setor de saúde de Gana foi classificado como o segundo mais corrupto da África, com grande parte dos recursos públicos alocados indo parar nas mãos de indivíduos privados corruptos.
As pessoas mais afetadas são os indivíduos pobres, que não têm conhecimento sobre os procedimentos médicos nos hospitais. Alguns profissionais acabam vendendo medicamentos adulterados e até exigem subornos para permitir que pacientes furarem a fila. Em Koforidua, na região leste de Gana, uma equipe conjunta de profissionais médicos dos EUA e de Gana deveria realizar a "Operation Walk Syracuse", um procedimento cirúrgico para alguns pacientes selecionados com artrite. Foi revelado que alguns profissionais locais do hospital St. Joseph cobraram dos pacientes valores entre GHC100,00 e GHC6.000,00 para permitir o acesso ao procedimento, sem o conhecimento da equipe americana.

## Esforços anticorrupção
A Constituição de 1992 previu a criação da Comissão de Direitos Humanos e Justiça Administrativa (CHRAJ). Entre outras atribuições, a comissão é responsável por investigar todas as alegações e suspeitas de corrupção e desvio de fundos públicos por parte de funcionários. A comissão também está autorizada a tomar medidas apropriadas, incluindo o envio de relatórios ao Procurador-Geral e ao Auditor-Geral. A comissão tem mandato para processar os supostos infratores quando houver provas suficientes para iniciar ações legais. No entanto, a comissão é pouco financiada, e poucas ações judiciais foram realizadas desde sua criação.
Em 1998, o governo de Gana também criou uma instituição anticorrupção chamada Serious Fraud Office (SFO), para investigar práticas corruptas em instituições públicas e privadas. Uma legislação para revisar a lei que criou o SFO está em elaboração, e espera-se que ela defina com mais clareza o tratamento dos rendimentos provenientes de atividades criminosas. O governo também anunciou planos para integrar as funções da CHRAJ e do SFO, a fim de evitar duplicações. Em julho de 2006, foi aprovada uma lei de "Denunciante" com o objetivo de encorajar os cidadãos a fornecer informações sobre práticas corruptas às agências governamentais. Em dezembro de 2006, a CHRAJ publicou diretrizes sobre conflitos de interesse para os trabalhadores do setor público. Em fevereiro de 2009, um projeto de lei sobre liberdade de informação ainda estava pendente no Parlamento.
Durante a Cúpula Anticorrupção realizada em Londres em 12 de maio, Gana incentivou seus delegados a aderirem a oito medidas com o objetivo de reduzir a corrupção:
1. O público deve saber quem são os proprietários e beneficiários de empresas, fundos e outras entidades legais.
2. Regras mais rígidas são necessárias para impedir que dinheiro ilícito seja gasto em imóveis e artigos de luxo.
3. Bancos e empresas devem ser obrigados a identificar com quem estão lidando e relatar práticas suspeitas ou empresas de fachada.
4. Empresas que compram petróleo, gás e minerais, bem como as dos setores de defesa e construção, devem tornar públicos os detalhes de seus pagamentos a governos.
5. Empresas devem revelar quanto imposto pagam em cada país em que operam.
6. Todos os processos de contratação governamental devem ser abertos.
7. Todos os orçamentos governamentais devem estar disponíveis para consulta pública.
8. Investigadores anticorrupção devem ter acesso a dados abertos, oportunos, comparáveis e relevantes, bem como à tecnologia que lhes permita atuar com eficácia.
Em 7 de fevereiro de 2012, foi noticiado que quatro apoiadores proeminentes do partido governista Congresso Nacional Democrático (NDC) haviam sido presos e acusados de corrupção em um tribunal de Acra. Alfred Agbesi Woyome foi acusado de diversos crimes, incluindo corrupção de funcionários públicos em um pagamento multimilionário que uma investigação apontou como ilegal. O procurador-chefe Samuel Nerquaye-Tetteh, sua esposa e o diretor jurídico do Ministério das Finanças também foram acusados de cumplicidade no crime.
Diante das inúmeras alegações de corrupção contra alguns nomeados do presidente John Dramani Mahama, foi tomada a iniciativa de ajudar os nomeados a evitarem situações que pudessem indicar conflitos de interesse, prevenindo assim a corrupção. Isso levou à publicação do código de ética para nomeados do governo em 2013. O objetivo principal era oferecer um documento de referência que orientasse os funcionários públicos a reconhecer e evitar situações que pudessem comprometer sua integridade.
O presidente Nana Akufo-Addo e o Novo Partido Patriótico (NPP), enquanto estavam na oposição, propuseram a criação de uma entidade independente, distinta da Procuradoria-Geral, com a tarefa de investigar e processar casos específicos de corrupção. Após sua vitória eleitoral em 2016, impulsionada em grande parte por sua campanha anticorrupção, o NPP cumpriu essa promessa ao apresentar ao Parlamento o projeto de lei que criou o Gabinete do Procurador Especial.
O Gabinete do Procurador Especial (OSP) foi estabelecido em 2018 como a principal e mais qualificada instituição independente especializada em anticorrupção em Gana, em conformidade com a Convenção das Nações Unidas contra a Corrupção (UNCAC). O objetivo do OSP é investigar e processar casos específicos de corrupção e crimes correlatos nos setores público e privado, recuperar os frutos desses atos, confiscar riquezas ilícitas e injustificadas e adotar medidas preventivas contra a corrupção.
A especialização do OSP está na sua estrutura que corrige as deficiências das agências anticorrupção já existentes, sendo concebido como uma agência abrangente, com poderes investigativos, de acusação, de inteligência, de vigilância e contra-vigilância, de polícia, de segurança nacional e de geração de receita.
O OSP tem como principais fontes legais de autoridade:
- Lei do Gabinete do Procurador Especial de 2017 (Lei 959),
- Regulamento do Gabinete do Procurador Especial de 2018 (L.I. 2373),
- Regulamento de Operações do Gabinete do Procurador Especial de 2018 (L.I. 2374), e
- outras legislações relacionadas à repressão e combate à corrupção.

## Ativistas
Devido aos altos níveis de incidentes de corrupção em Gana, alguns ganeses têm dedicado tempo, dinheiro e outros recursos para combater e reduzir a corrupção.
1. Anas Aremeyaw Anas – Um jornalista investigativo infiltrado cujos trabalhos levaram à prisão e condenação de pessoas, principalmente no governo, que foram encontradas envolvidas em práticas relacionadas à corrupção. Ironicamente, Anas foi, em algumas situações específicas e reveladas, citado nos mesmos males que supostamente combate.[25][26]
2. Martin Amidu – Nomeado para o Escritório do Promotor Especial pelo governo de Akuffo Addo, embora seja associado ao partido de oposição Congresso Nacional Democrático, Amidu foi ex-vice-procurador-geral e foi destituído pelo governo de Atta Mills por suas acusações percebidas contra membros de seu próprio partido em casos de corrupção. Infelizmente para Martin Amidu e os milhões de ganeses que depositaram suas esperanças nele, pouco ou nada de significativo resultou de sua nomeação.[27]
3. Nana Akwasi Awuah[28][29][30][31][32]
4. Bright Simmons
5. Manasseh Azure
6. Emmanuel Wilson Jnr. O Chefe Cruzado – Cruzados Contra a Corrupção, Gana.[33][não consta na fonte citada]
7. Elizabeth Ohene